# Colomascirtus criptico
Espèce
Synonymes
- Hyloscirtus criptico Coloma, Carvajal-Endara, Dueñas, Paredes-Recalde, Morales-Mite, Almeida-Reinoso, Tapia, Hutter, Toral-Contreras, and Guayasamin, 2012

Colomascirtus criptico est une espèce d'amphibiens de la famille des Hylidae.

## Répartition
Cette espèce est endémique d'Équateur. Elle se rencontre dans les provinces d'Imbabura, de Pichincha et de Carchi entre 2 175 et 2 794 m d'altitude sur le versant Ouest de la Cordillère Occidentale.

## Publication originale
- Coloma, Carvajal-Endara, Dueñas, Paredes-Recalde, Morales-Mite, Almeida-Reinoso, Tapia, Hutter, Toral & Guaysamin, 2012 : Molecular phylogenetics of stream treefrogs of the Hyloscirtus larinopygion group (Anura: Hylidae), and description of two new species from Ecuador. Zootaxa, no 3364, p. 1–78 (texte intégral).